# Elandenjacht

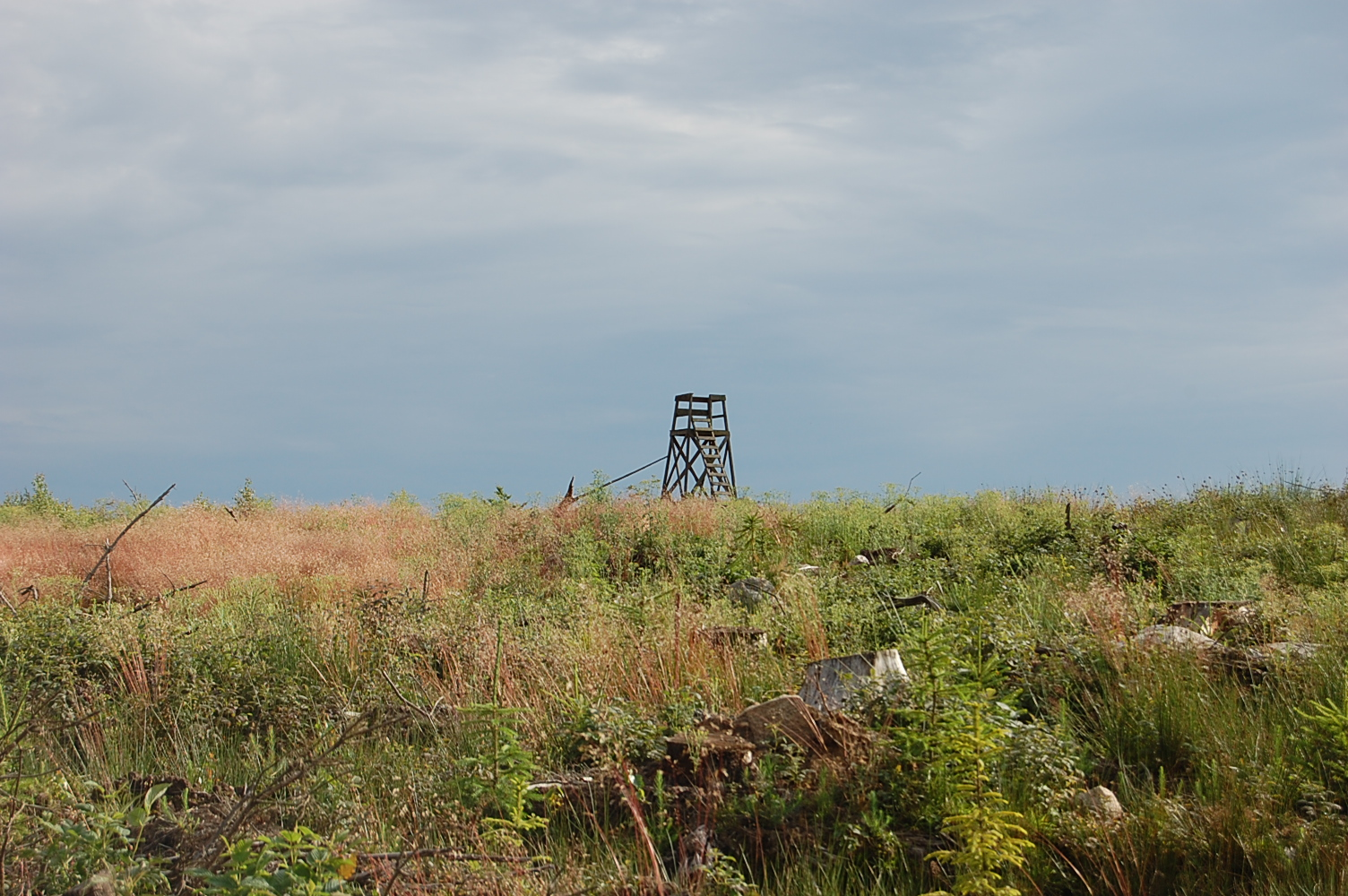
Toren voor elandenjagers in de Zweedse gemeente Sölvesborg

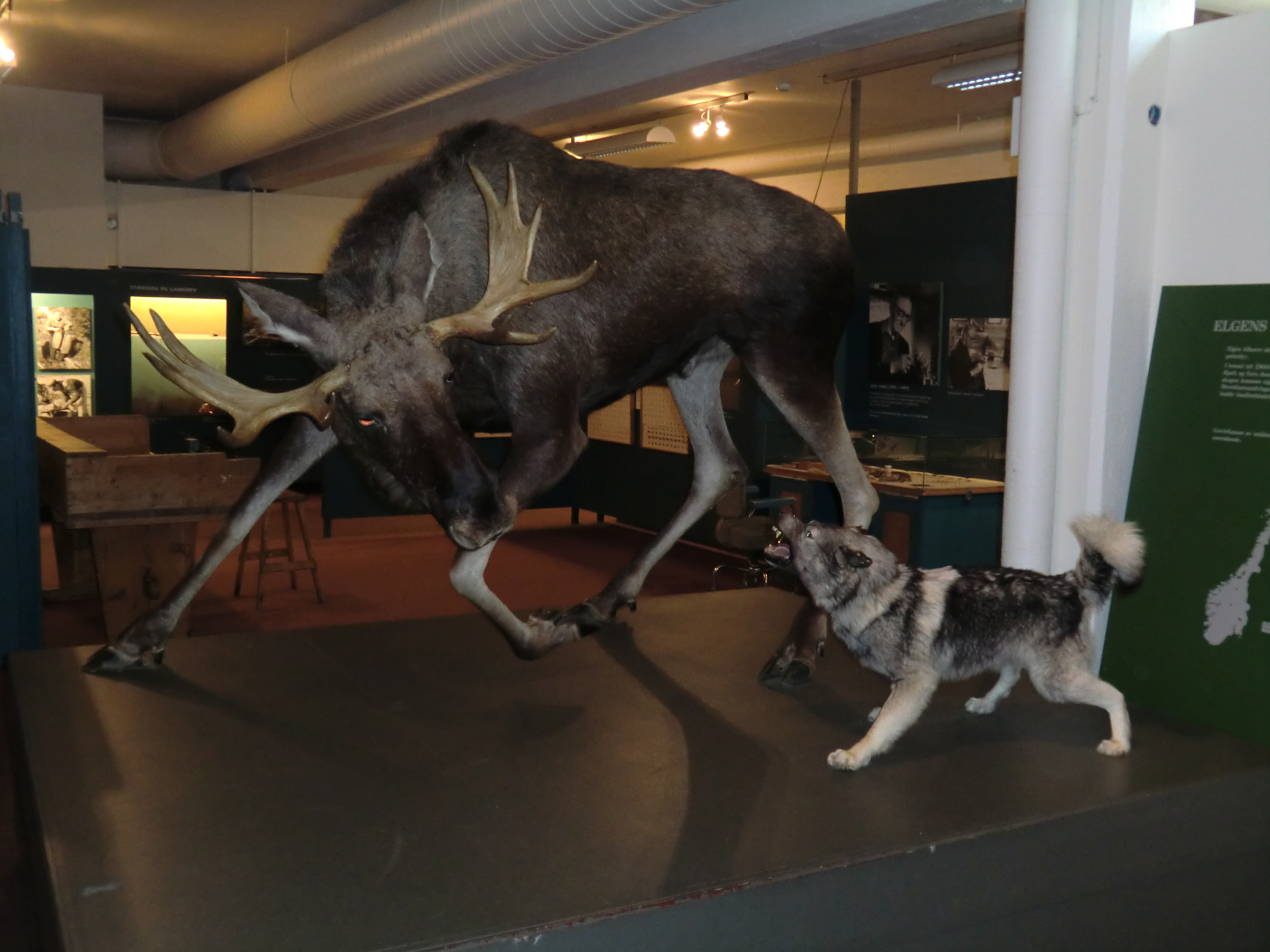
Jachthond en eland

De elandenjacht is de jacht op de eland, de grootste nog levende hertensoort. Deze jacht wordt onder meer in Zweden, Noorwegen, Finland, Rusland, Canada en de Verenigde Staten beoefend. Doel is vaak sport en recreatie, soms gaat het om natuurbeheer, vooral om bossen te beschermen. Daarnaast wordt het vlees gegeten.

## Geschiedenis
Uit diverse in Europa gevonden rotstekeningen en grotschilderingen en uit archeologische opgravingen in Zweden en Noorwegen blijkt dat elanden sinds de steentijd worden bejaagd. Ook zijn op veel plaatsen in het noorden van Scandinavië resten van valkuilen gevonden die werden gebruikt om elanden te vangen. Een daarvan (in Noorwegen) is gedateerd op 3700 voor Christus. Deze kuilen zijn 4×7 meter breed en 2 meter diep en werden gecamoufleerd met takken en bladeren. De wanden zouden zijn bekleed met planken waardoor het onmogelijk was voor de eland te ontsnappen. Resten van dergelijke houten planken zijn gevonden in moerassen en veengebieden. Deze effectieve vangstmethode was in gebruik tot in de negentiende eeuw.

## Jachtmethoden
Er worden verschillende jachtmethoden gebruikt bij de jacht op elanden. In grote gebieden in Zweden, Noorwegen en Finland wordt veelal met honden gejaagd, doorgaans met de Noorse elandhond, een husky-achtige (Elkhound) of met beagles. Daarnaast wordt onder meer gebruikgemaakt van drijfjacht, waarbij dieren met meer dan een jager opgedreven worden, aanzitjacht, waarbij de jager stil zit op een bekende elandenroute of sluipjacht, een vorm van jagen waarbij elanden gevolgd en beslopen worden.

## Elandenjacht in Zweden
Elandenjacht wordt in Zweden voornamelijk beoefend voor recreatieve doeleinden, en daarnaast ook om te voorkomen dat er te grote aantallen dieren komen. Elanden kunnen aanzienlijke schade aan bossen aanrichten en er komen botsingen voor tussen auto's en elanden.
In Zweden wordt de jacht door ongeveer 300.000 mensen beoefend. Er zijn zo'n 270.000 elanden in Zweden, waarvan jaarlijks circa 80.000 elanden geschoten worden. De elandenjacht in Zweden valt, net als de andere vormen van jacht, onder de Jachtwet en daarmee verbonden uitvoeringsbesluiten voor de handhaving en inspectie. Hierin is onder meer vastgelegd waaraan de jacht en jager moeten voldoen en hoeveel en waar elanden geschoten mogen worden.
De jacht wordt in de praktijk gereguleerd door de provinciale overheden: er zijn voorschriften voor de jachtmethode, de jachtgebieden en de jachtperiode. De provinciale besturen worden geadviseerd door speciale regionale adviesorganen. Bij het jachtbeheer zijn ook jagersorganisaties en provinciale wildbeheerverenigingen betrokken. De jacht op elanden is een van de meest gereguleerde vormen van jacht in Zweden. Zo moeten jachtactiviteiten binnen twee weken nadat deze hebben plaatsgevonden, worden gemeld bij de betreffende provincie.
Er zijn vijf verschillende soorten gebieden waar op elanden mag worden gejaagd, die verschillen in grootte, beheer en toezicht. In de een daarvan, de relatief grote A-gebieden (Älgskötselområde), zijn gedetailleerde beheersplannen vastgesteld die zijn goedgekeurd door de provinciale overheid. De gebieden van een ander type, de zogenaamde K-gebieden (Kalvområde), zijn niet geregistreerd. De start van het jachtseizoen is in september of oktober, afhankelijk van de regio. Ook de duur van het jachtseizoen loopt uiteen; deze wordt jaarlijks bepaald door de provinciale overheid. Bij de jacht op elanden mogen alleen geweren gebruikt worden, waarbij speciale eisen gelden voor de kogels.

## Afbeeldingen

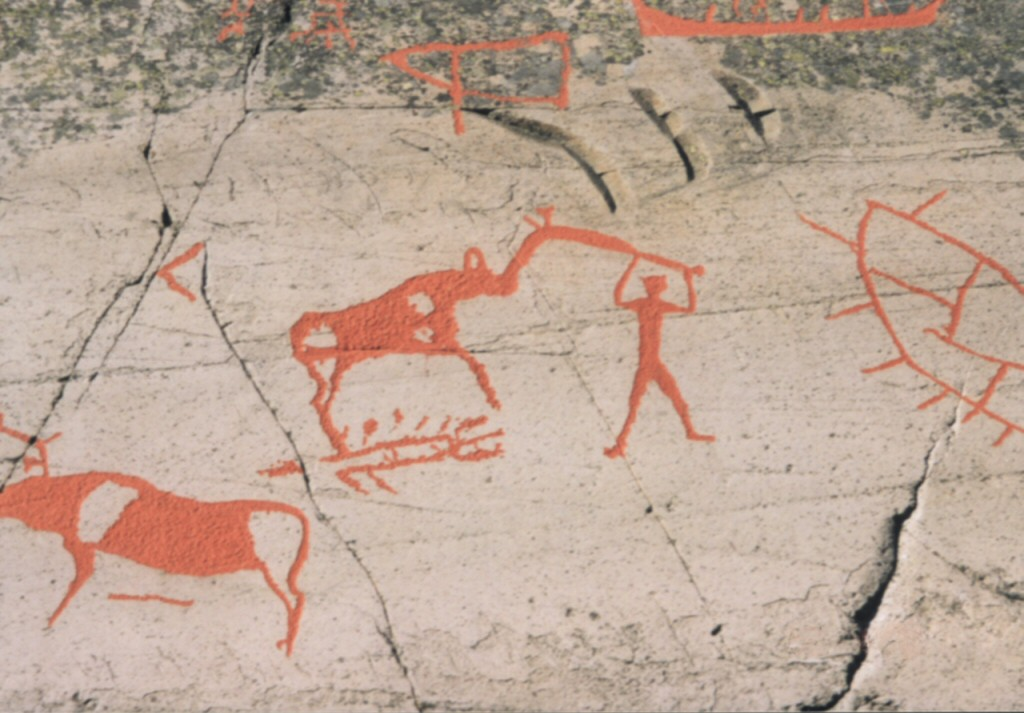
Figuur uit een rotstekening in Alta die mogelijk een eland en sjamaan afbeeldt.
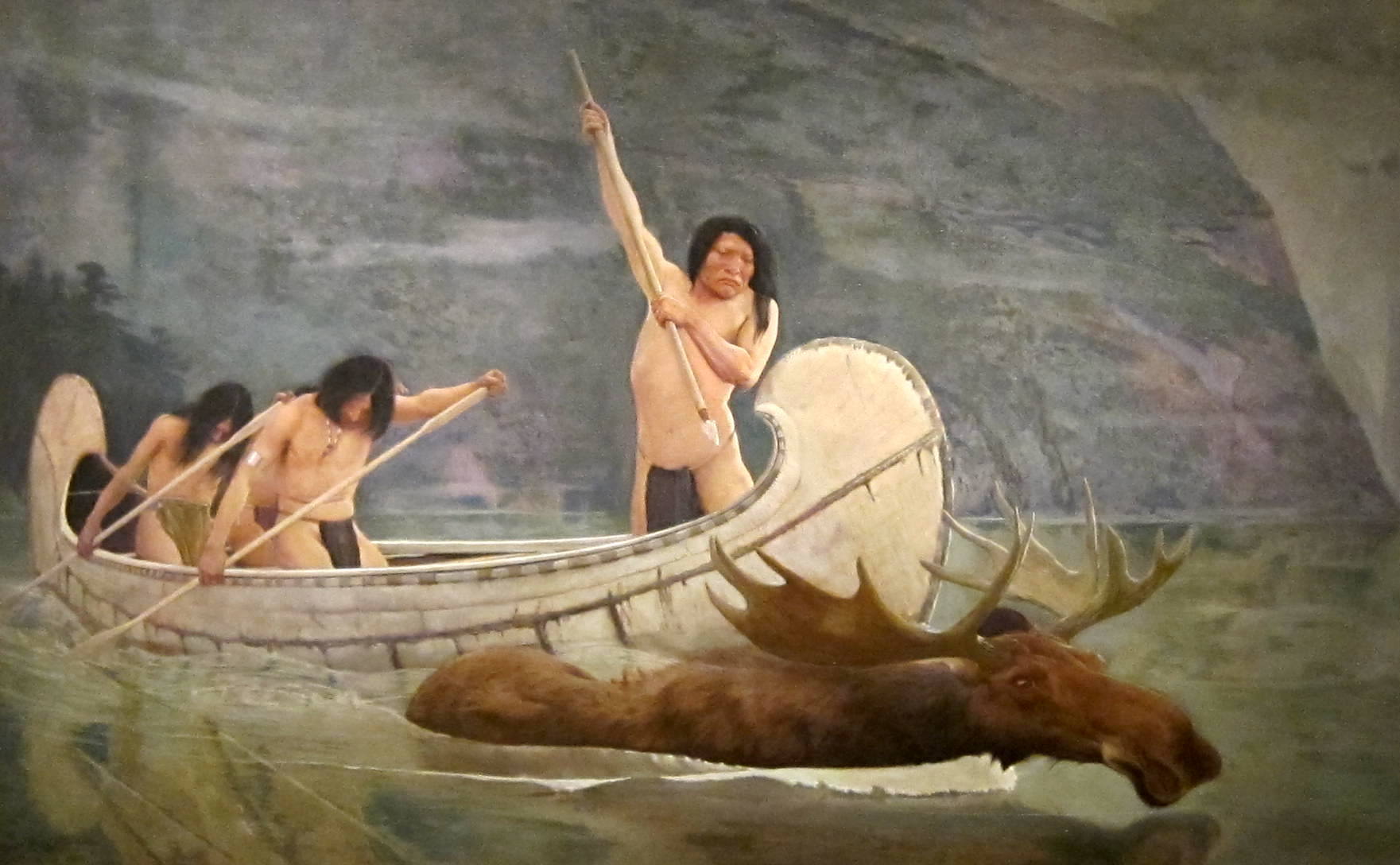
Indianen op elandjacht.
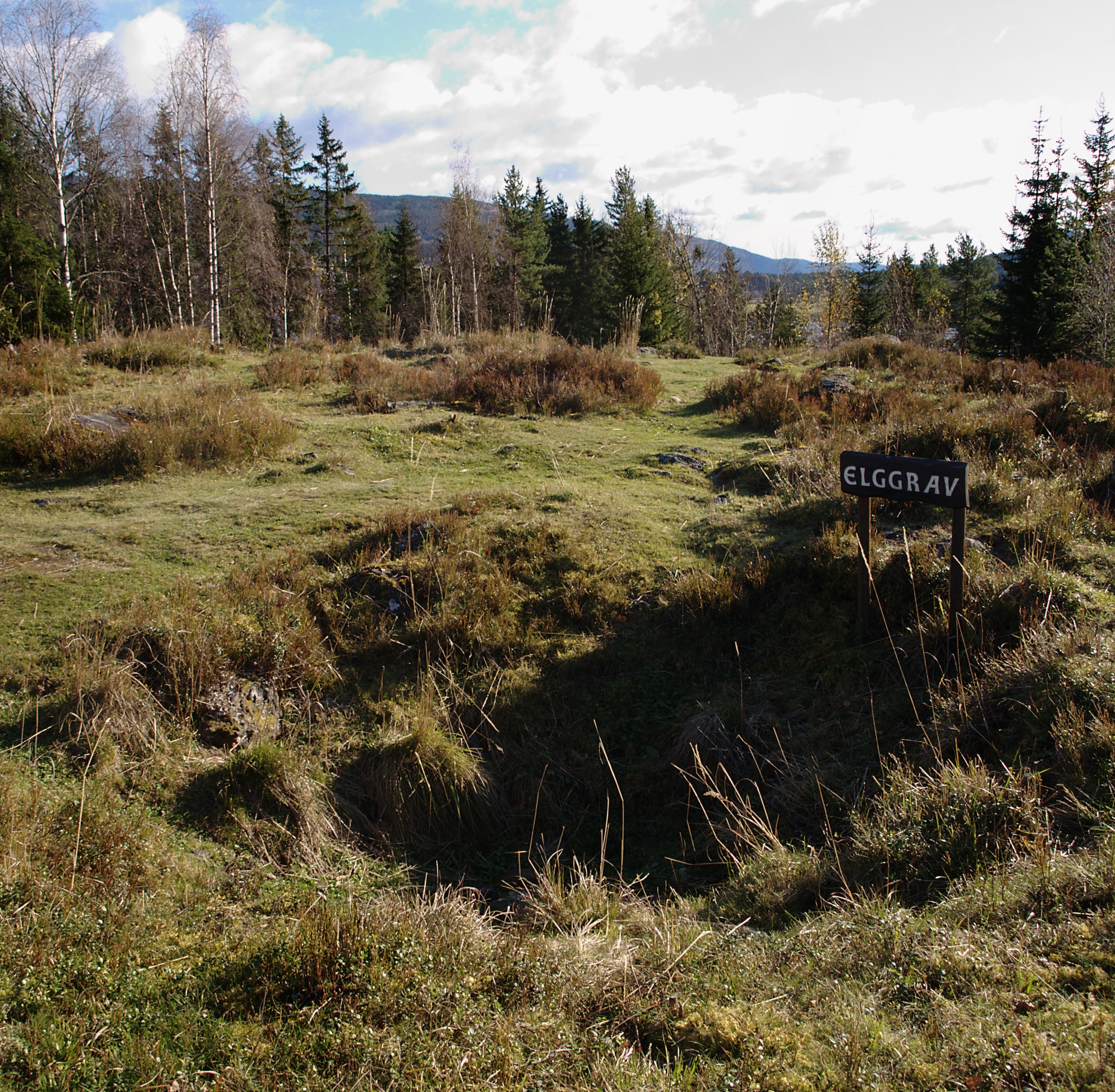
Restanten van een valkuil voor elanden op Storøya.
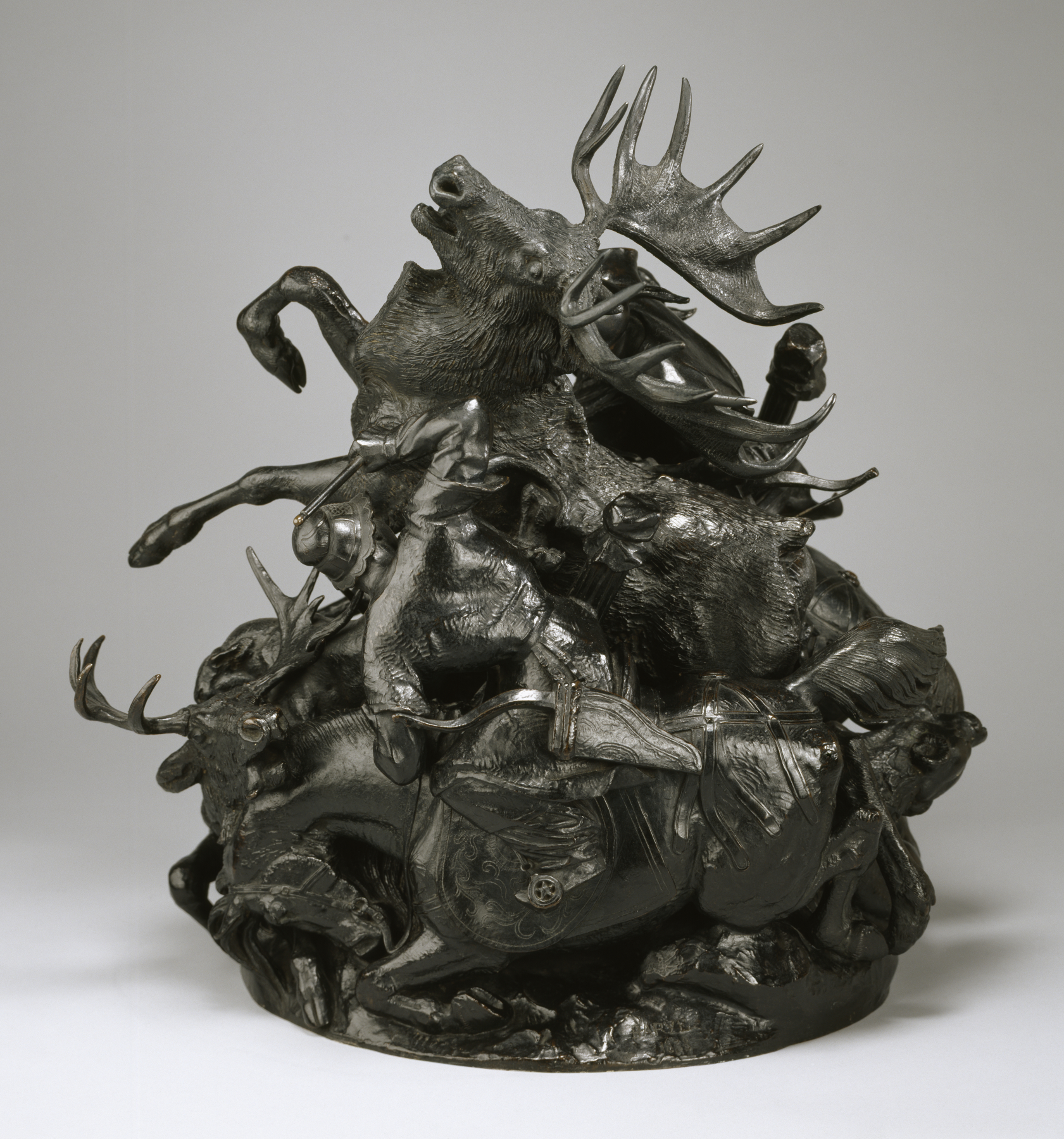
Elandjacht (Elk Hunt), sculptuur van Antoine-Louis Barye, circa 1838, met jachttafereel uit Mongolië.
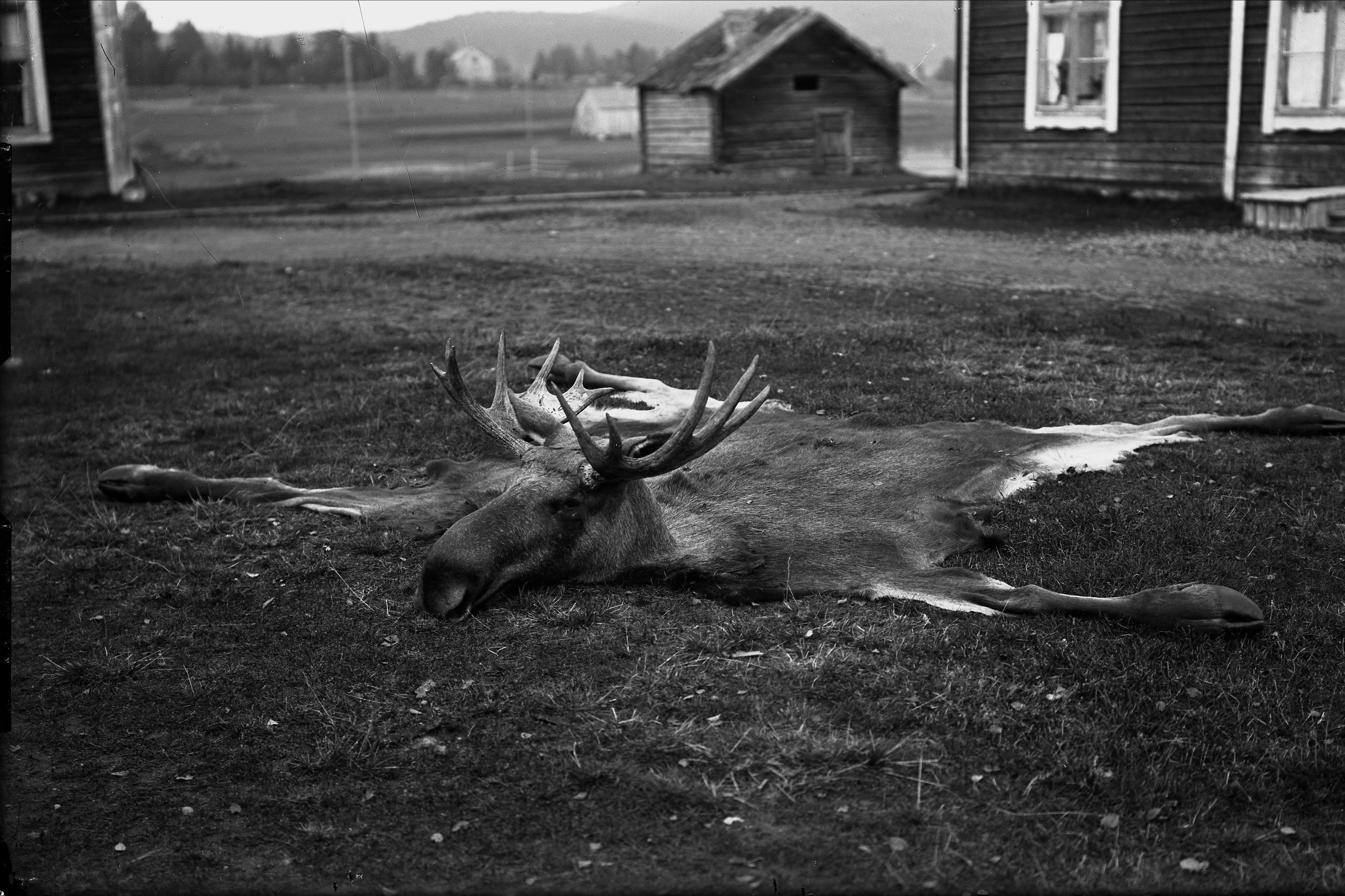
Elandenrestanten uit Ångermanland Zweden (1928) Foto: Nordiska museet.
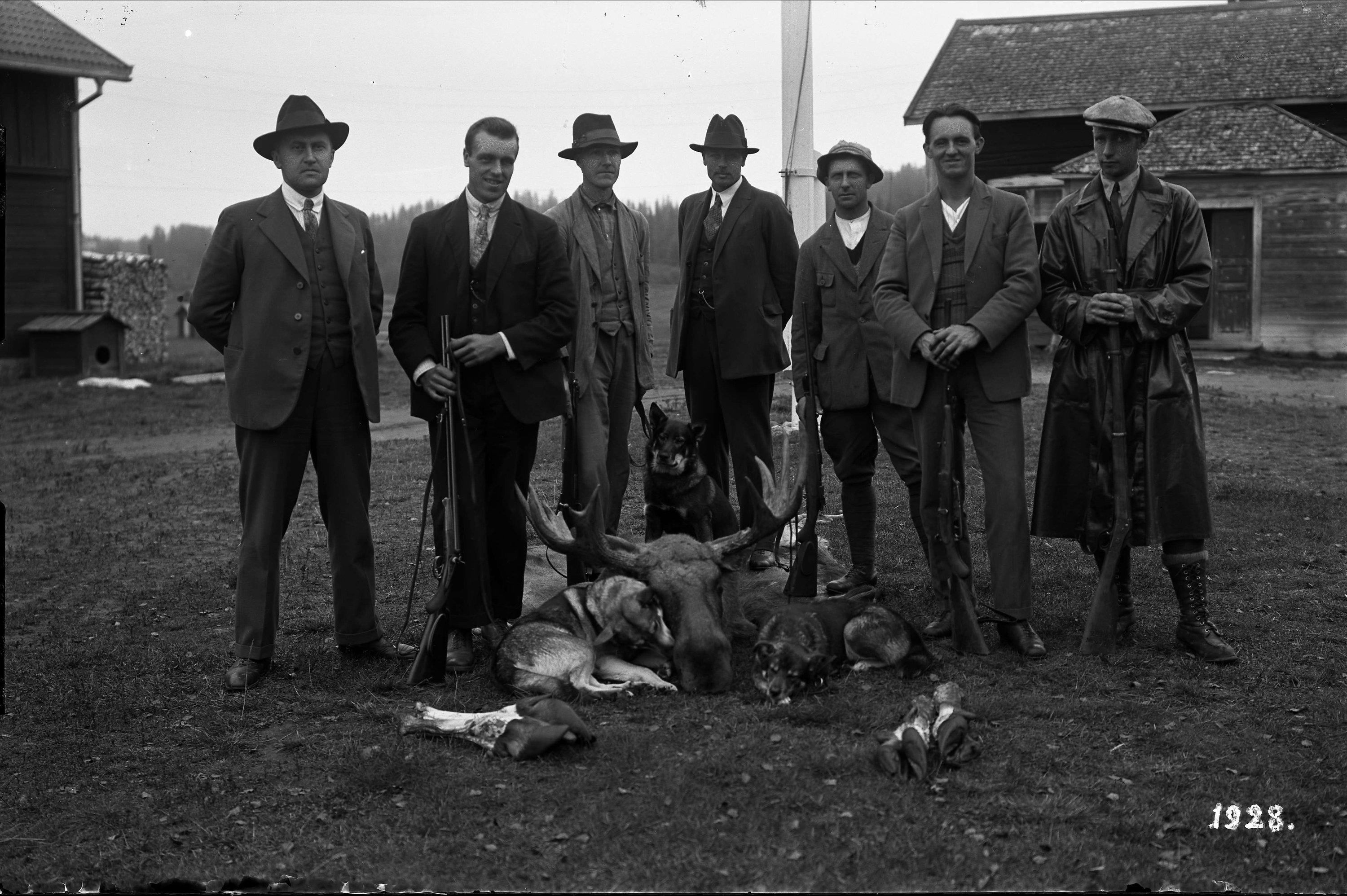
Jagers met honden en jachttrofee in Ångermanland (1928). Foto: Nordiska museet.
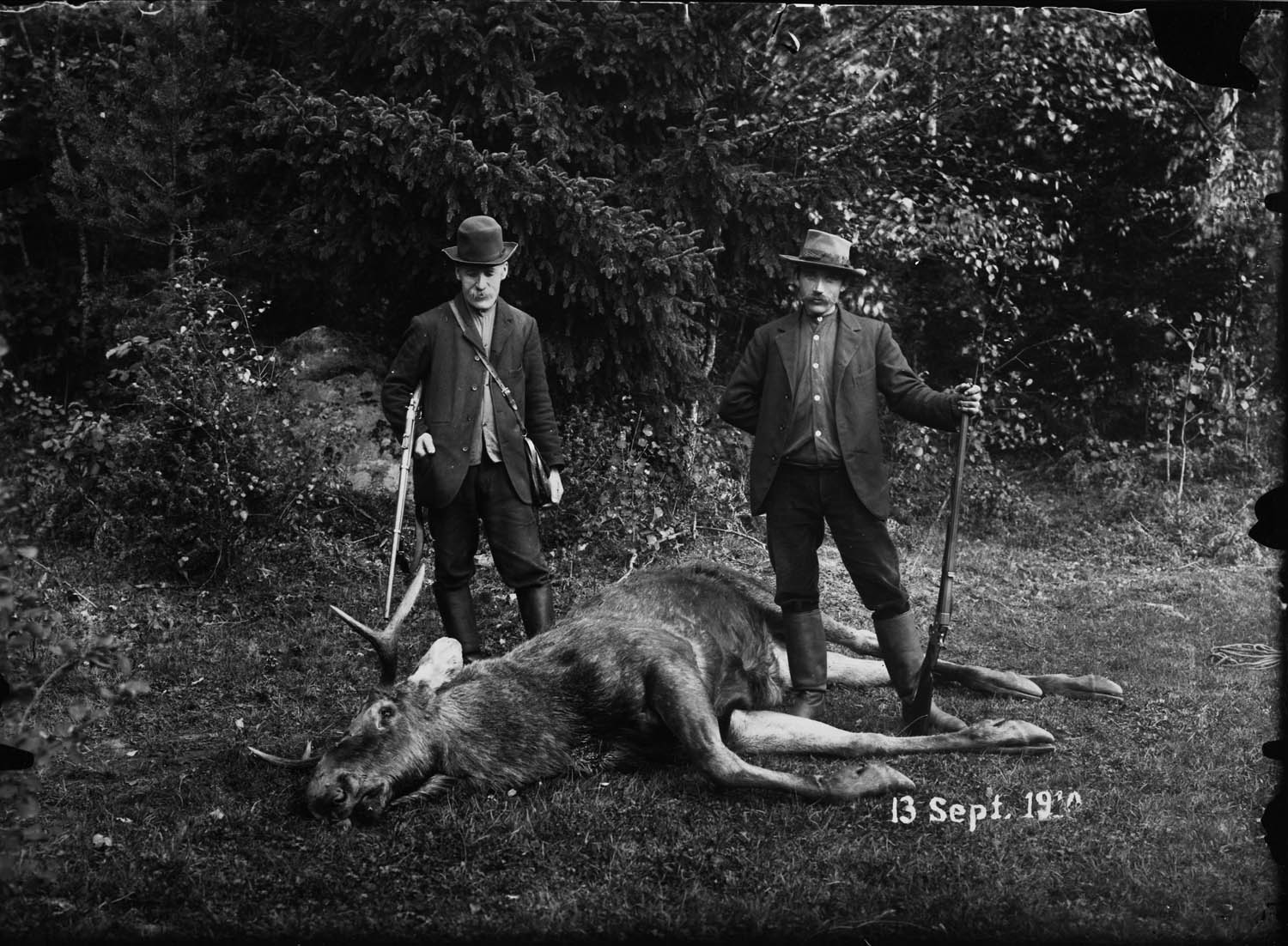
Jagers met een geschoten eland in Ångermanland (1928). Foto: Nordiska museet.
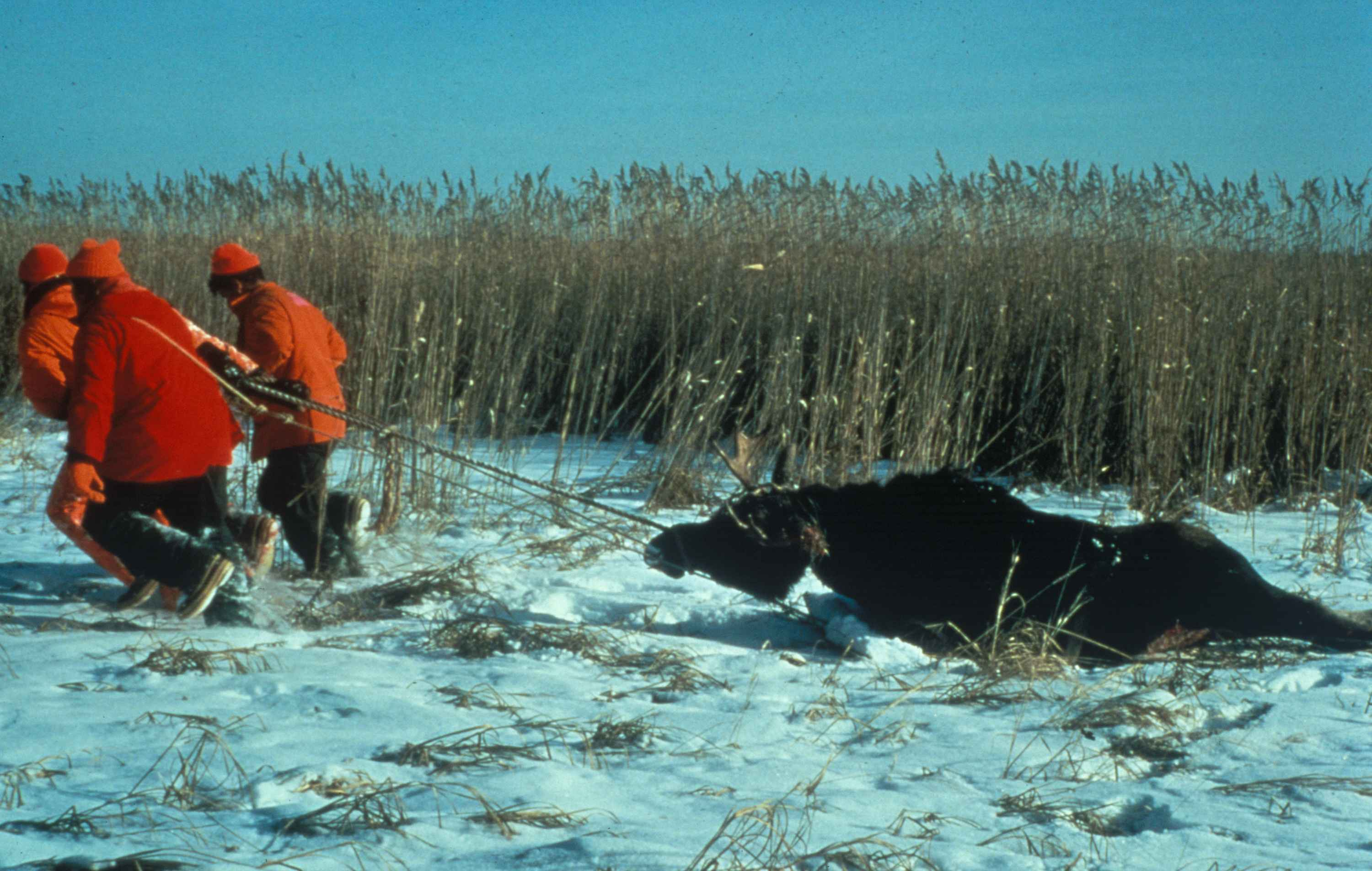
Elandjagers in Noord-Amerika.